# 坂本信昭
坂本 信昭 （さかもと のぶあき、1940年5月4日 - ）は、日本の教育学者。駒澤大学名誉教授。

## 来歴
岡山県真庭郡落合町の瑞景寺に生まれる。1953年3月 河内小学校卒業。1956年3月 有隣中学校卒業。1956年4月 静岡県袋井市曹洞宗専門僧堂可睡斎に安居。それと同時に静岡県立袋井高等学校定時制（夜間部）に入学。1959年3月 曹洞宗専門僧堂可睡斎を修了。1959年4月 東京都私立 駒澤大学高等学校2学年に編入学し、1961年3月 同等学校卒業。1961年4月 駒澤大学文学部社会学科に入学、1965年3月 同大学卒業。1965年4月 駒澤大学聴講生（1966年3月まで）。
1966年4月 栃木県私立葛生高等学校教諭となり、翌1967年3月まで勤務。1967年4月 駒澤大学文学部の副手（教育学研究室）に着任。1969年4月 同 助手、1972年4月 専任講師、1986年4月 助教授を経て、1992年4月 総合教育研究部 教職課程部門 教授に就任。1993年4月～1997年3月 主任。2011年に定年退職。44年間、教職課程を履修する学生、教育実習生を支援し続ける。 また関東地区私立大学教職課程研究連絡協議会などの活動を通して、私立大学全体の教員養成の向上にも献身した。
その他、「教員の資質向上東京都連絡協議会」委員（1985～1991年、1997～2000年）、川崎市宮前区区民懇話会委員（1988～1991年）を歴任。

## 著書
- 『教師教育改革の実践的研究』（共著）ぎょうせい 1984年[3]
- 『教師教育の実践的研究—教師養成と現職研修の課題—』（共著）ぎょうせい 1991年
- 『教育実習の研究』（代表・共著）ぎょうせい 1993年
- 『教育実習ガイド』（共著）宣教社 1993年
- 『教育実習 57の質問（共著）』学文社 1994年
- 『現代教育を考える』（共著）昭和堂 1994年
- 『介護等体験ハンドブック』（共著）大修館 1999年

### 論文
- 「実習校設定に関する考察」1974年『駒澤大学文学部紀要』第29号
- 「実習生の指導と教育実習の意義について」1977年『駒澤大学教育学研究論集』第1号 駒澤大学文学部教職課程教育学研究室（現、総合教育研究部教職課程部門）
- 「教育実習の訪問指導の研究 —大学教員による実習校訪問についての調査 —」1989年『教師教育研究』第1号 教師教育学会
- 「教育実習の方法及び教育的意義についての総合的研究」文部省科研費研究 助成 総合研究A 代表 小口忠彦 1983年
- 「教職導入教育の実験的研究　—私立大学の事例について—」文部省科研費研 究助成 総合研究A 代表 鈴木慎一 1984年
- 「教育実習において養成される教師の資質ならびに養成に必要な諸条件」文部省科研費研究助成 総合研究A 代表 坂元昂 1986年
- 「教免法改正にともなう教育実習の単位増について」1990年『駒澤大学教育学研究論 集』第6号
- 「宮坂哲文 -禅と教育を論究して-」1990年 桜井秀雄編『曹洞宗教義法話体系 第25巻 現代と曹洞宗』所収
- 「教育実習の単位増にどう対応するか —駒澤大学の場合—」1991年『東実協会報』No.19
- 「教育実習の管理運営 —訪問指導ノ学内協力体制と条件整備について—」1991年『駒澤大学教育学研究論集』第7号
- 「介護等体験特例法について —初年度実施状況と今後の課題—」『駒澤大学教 育学研究論集』第15号 1999年
- 『教育実習及び介護等体験の教育的意義と方法に関する総合的調査研究』文部省科研費研究助成研究報告書 基盤研究C 代表 黒沢英典 2000年（分担執筆）

### 学会発表
- 「私立大学における教員養成の総合的研究 —関東地区を中心として—」日本教育学会（於：九州大学）1979年8月
- 「教育実習の条件整備に関する研究」関私教研究大会（於：明治大学）1986年
- 「教育実習における訪問指導教員の役割」同 1987年
- 「実習校訪問指導のマニュアルについて」同（於：法政大学）1989年
- 「新教育職員免許法下におけるカリキュラム編成の諸問題」日本教育学会（於：玉川大学）1999年
- 「新教育職員免許法下における教育実習に関わる諸問題」日本教師教育学会（於：立正大学）1999年

## 所属学会
- 日本教育学会
- 日本道徳教育学会
- 日本教師教育学会